# Saint-Fiacre (Côtes-d'Armor)
Saint-Fiacre é uma comuna francesa na região administrativa da Bretanha, no departamento Côtes-d'Armor. Estende-se por uma área de 9,86 km². Em 2010 a comuna tinha 214 habitantes (densidade: 21,7 hab./km²).